# ألبرت إيفانز (راقص)
ألبرت إيفانز (بالإنجليزية: Albert Evans)‏ هو راقص أمريكي، ولد في 29 ديسمبر 1968، وتوفي في 22 يونيو 2015.